# FOT
Pour les articles homonymes, voir FOT.
FOT ou f.o.t. est, dans le domaine du Transport routier, le sigle pour "Free On Truck", signalant que le chargement et le déchargement du camion ne sont pas compris dans le prix.
La société de transport ou son chauffeur ne s'occupe pas du chargement et du déchargement qui doivent être effectués par le personnel de l'expéditeur et du destinataire respectivement.
La société de transport peut généralement offrir ce service moyennant un prix qui viendra s'ajouter au prix du transport proprement dit.